# Roger Davies, 3. Baron Darwen
Roger Michael Davies, 3. Baron Darwen (* 28. Juni 1938; † 26. Mai 2011 nahe Chelmsford) war ein britischer Peer und parteiloser Politiker.

## Leben
Davies wurde am 28. Juni 1938 als Sohn von Cedric Percival Davies, 2. Baron Darwen (1915–1988) und Kathleen Dora Walker geboren. Er war eines von vier Kindern.
Er besuchte die Bootham School in York, Yorkshire.
Nach dem Tod seines Vaters 1988 erbte Davies sowohl dessen Adelstitel als 3. Baron Darwen als auch den damals damit verbundenen Sitz im House of Lords. Laut dem Hansard meldete er sich dort nie zu Wort. 1999 verlor er, so wie die meisten erblichen Peers seinen Sitz durch den House of Lords Act 1999.
Am 16. September 1961 heiratete er Gillian Irene Hardy.
Mit ihr hatte er fünf Kinder, davon drei Töchter und zwei Söhne.
Er bewohnte und bewirtschaftete das Gut seiner Familie The Labourer’s Rest in Pleshey, Essex.
Davies starb am 26. Mai 2011 im Alter von 72 Jahren nach längerer Krankheit in seinem Haus im Schlaf.
Seinen Titel erbte sein älterer Sohn als Paul Davies, 4. Baron Darwen (* 1962).